# Lionel Jospin
« Jospin » redirige ici. Pour les autres significations, voir Jospin (homonymie).
Lionel Jospin, né le 12 juillet 1937 à Meudon (Seine-et-Oise, aujourd'hui Hauts-de-Seine), est un homme d'État français. Figure du Parti socialiste (PS), il est Premier ministre du 2 juin 1997 au 6 mai 2002. 
Après avoir étudié à Sciences Po Paris et à l'ENA, il mène une carrière dans la diplomatie.
Membre de l'OCI communiste avant de rejoindre le PS, il est élu député en 1981. Il occupe les fonctions de premier secrétaire du PS jusqu'en 1988, puis celles de ministre d'État, ministre de l'Éducation nationale dans les gouvernements Rocard et Cresson entre 1988 et 1992.
Désigné candidat à l'élection présidentielle de 1995 à l'issue d'une primaire – une première de ce type sous la Cinquième République – et de deux septennats de François Mitterrand, il est battu au second tour par Jacques Chirac. Il redevient dans la foulée premier secrétaire du Parti socialiste.
La victoire de la gauche aux élections législatives de 1997 lui permet de devenir Premier ministre pour une troisième cohabitation. À la tête d'une « majorité plurielle », il contribue à la mise en place des 35 heures et des emplois-jeunes. Le gouvernement Jospin est à ce jour le plus long de la Ve République.
Candidat à l’élection présidentielle de 2002, il est, à la surprise générale, éliminé dès le premier tour, arrivant derrière le président de la République sortant, Jacques Chirac, et le candidat du Front nation, Jean-Marie Le Pen. Il annonce alors son retrait de la vie politique.
Longtemps présenté comme candidat du PS à l’élection présidentielle de 2007, il renonce en raison de la popularité de Ségolène Royal en vue de la primaire socialiste. Sur proposition de Claude Bartolone, il est membre du Conseil constitutionnel de 2015 à 2019.

## Biographie

### Origines familiales
Né dans une famille protestante et militante de gauche, Lionel Jospin est issu du second mariage de Robert Jospin, enseignant pacifiste membre de la Section française de l'Internationale ouvrière (SFIO), et de Mireille Dandieu, sage-femme.
« Munichois » et proche de Marcel Déat, Robert Jospin est exclu de la SFIO en 1945 en raison de son attitude sous l'Occupation,. De son premier mariage, Robert Jospin a eu deux enfants : un fils, Maurice Jospin (1924-2003), futur journaliste et jazzman, ami de Claude Luter, et une fille, Hélène. De l'union de Robert et Mireille Jospin naissent quatre enfants : Agnès, Lionel (né en 1937), Olivier et Noëlle, qui épouse le philosophe François Châtelet et devient romancière.
De Meudon, dans les Hauts-de-Seine, où elle occupe un appartement, puis une villa avec jardin, la famille vient en 1948 s’installer à Paris, dans le quartier de la Bastille, boulevard Richard-Lenoir. Deux ans plus tard, Robert Jospin prend la direction d’un centre d’enfants difficiles, à La Ferté-sous-Jouarre, en Seine-et-Marne.

### Formation et militantisme
Adolescent, Lionel Jospin a fait partie avec le totem de « Langue agile » des Éclaireurs unionistes de France (protestants) dans la troupe de Paris-Saint-Marcel ; il est possible qu'à quinze ans, lors d’un camp dans le Jura, jumelé avec la troupe de Paris-Luxembourg, il ait eu pour chef de camp Michel Rocard, alias « Hamster érudit »,,. 
En 1954, il obtient son baccalauréat au lycée Janson-de-Sailly de Paris.
De 1956 à 1959, il est étudiant à l'Institut d'études politiques de Paris et réside à la cité universitaire Jean-Zay à Antony, où il est le colocataire de Jean Picollec. Il réussit le concours de l'École nationale d'administration (ENA) en novembre 1961. De 1961 à 1963, il effectue son service militaire comme élève-officier à l’école de cavalerie de Saumur (comme Jacques Chirac avant lui), puis comme officier de chars, chef de peloton d’instruction à Trèves (Allemagne). Il y cotoie comme soldat le futur entraîneur Guy Roux, le futur scénariste Jean-Loup Dabadie ainsi que ses copains d'alors : Josselin de Rohan, Jean-Bernard Mérimée et Jean Vidal.
Issu d’une famille de gauche, mais rebuté par le stalinisme des communistes et la politique coloniale de la SFIO, il s'engage à la fin des années 1950 à l’UGS avant d’adhérer, à la suite de son organisation, au PSU en 1960. S’éloignant de l’activité politique lors de son service militaire puis de sa formation à l'ENA, il rejoint en sortant de cette école le mouvement trotskiste au début de 1965 sous l’influence d’une rencontre avec Boris Fraenkel. Il milite à l’UNEF contre la guerre d'Algérie. Sous l’influence d’un ami éducateur, Michel Lautrec (1937-2000), il fait partie du groupe Lambert, l’Organisation communiste internationaliste (OCI), où avec l’historien Benjamin Stora il milite sous le pseudonyme de « Michel », en hommage à son initiateur.

### Vie privée
De son premier mariage avec Élisabeth Dannenmuller, fille du journaliste et résistant Jean Dannenmuller, il a eu deux enfants (Hugo, né en 1973, compositeur, et Eva, née en 1975, artiste plasticienne,). 
Divorcé, il épouse en 1994 la philosophe Sylviane Agacinski,, élue à l'Académie française en 2023. 
Sa fille, Eva Jospin, est élue le 18 décembre 2024 à l'Académie des Beaux-Arts, à l'âge de 49 ans, succédant au sculpteur Jean Cardot (1930-2020), décédé le 12 octobre 2020. Et lui-même successeur du sculpteur Paul Belmondo (1898-1982), père de Jean-Paul Belmondo.
En décembre 1999, Lionel Jospin indique ses croyances religieuses en se définissant comme « […] un rigide qui évolue, un austère qui se marre, un protestant athée »,.

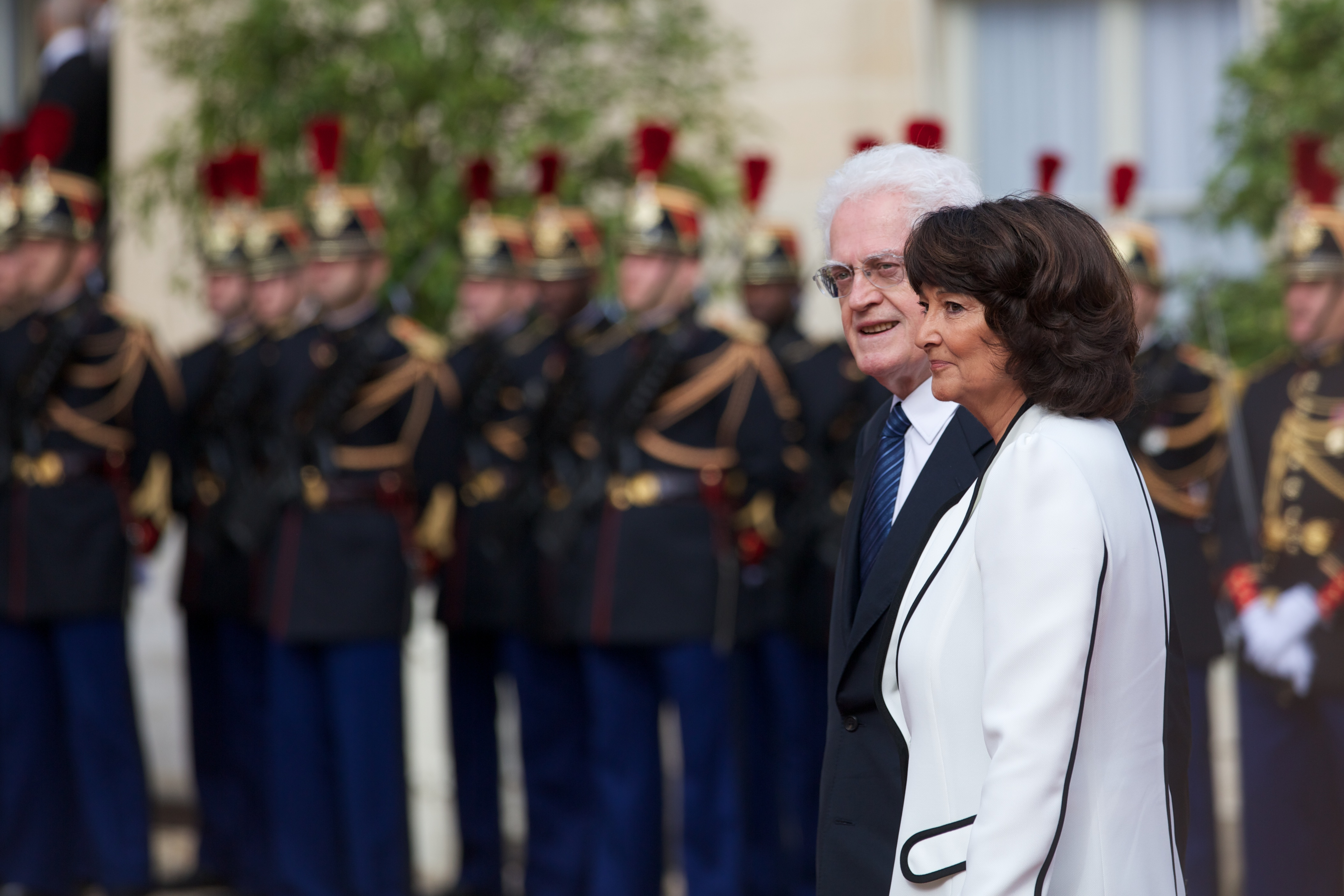
Lionel Jospin et son épouse Sylviane Agacinski à la Cérémonie d'investiture du Président François Hollande (Palais de l'Élysée, 15 mai 2012).

### Ascension politique

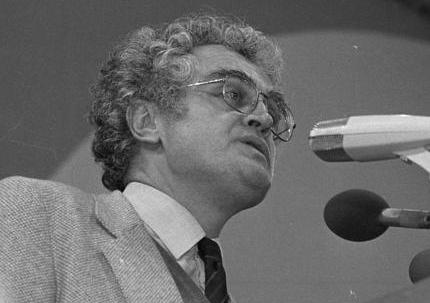
Lionel Jospin (Cologne, 28 février 1983).

De 1963 à 1965, il est élève de l'ENA, dans la promotion Stendhal, dans laquelle se trouvent entre autres : Yves Cannac, Ernest-Antoine Seillière, Jean-Pierre Chevènement, Josselin de Rohan, Alain Gomez, Jacques Toubon, Jean Vidal, Jean-Bernard Mérimée, le diplomate Tristan d'Albis et l'économiste Christian Aubin. Il effectue son stage à la préfecture de Bourges et son stage « ouvrier » dans les houillères du Nord.
À sa sortie de l'ENA, en 1965, il entre au Quai d'Orsay comme secrétaire des Affaires étrangères, où il est affecté à la direction de la coopération économique, et où il travaille avec Ernest-Antoine Seillière.
En 1970, Lionel Jospin abandonne sa carrière de diplomate pour devenir professeur d'économie à l'IUT de Sceaux de l'Université de Paris. Après le congrès d'Épinay, il rejoint le Parti socialiste en 1971, à la demande de l'OCI, dont il rencontre régulièrement les responsables, en particulier Pierre Lambert,. Lionel Jospin n'en mène pas moins une carrière rapide au PS, devenant un protégé de François Mitterrand.
D'abord membre d'un groupe d'experts chargé des relations internationales, où il s'occupe des relations Est-Ouest, il entre en 1973 au Bureau exécutif et devient Secrétaire national à la formation. En 1975, il est chargé de rédiger le rapport qui sera adopté à l'occasion de la Convention nationale sur les relations avec le PC et devient secrétaire national au tiers monde.
En 1977, Lionel Jospin est élu au Conseil de Paris, dans le 18e arrondissement. Dans le cadre de ses fonctions de secrétaire national au tiers monde, il représente François Mitterrand, au Liban, à l'occasion des funérailles de Kamal Joumblatt. 
C'est l'occasion pour lui de rencontrer discrètement Yasser Arafat alors pleinement impliqué dans la guerre civile libanaise.
En 1979, au congrès de Metz du Parti socialiste, il déclare « l'objectif du PS n'est pas de moderniser ou de tempérer le capitalisme mais de le remplacer par le socialisme ». Il devient secrétaire national aux relations internationales, chargé de la coordination au Parti socialiste.
En 1980, à l'occasion des 60 ans du congrès de Tours, il débat avec Georges Marchais sur le plateau de l'émission Les Dossiers de l'écran. On retiendra de ce face à face, préparé avec une équipe comprenant Philippe Robrieux, sa réplique au dirigeant communiste : « Vous n'avez pas mis les pieds dans une usine depuis 30 ans et moi, ce matin, je donnais mes cours ».
En janvier 1981, à l'occasion du congrès de Créteil qui désigne François Mitterrand comme candidat à l'élection présidentielle, Lionel Jospin est élu Premier secrétaire du parti, conformément au souhait de son prédécesseur, qui lui avait proposé le poste en novembre 1980, en cas de victoire. Selon certains, il quitte l'OCI durant cette période, rompant ses contacts avec le lambertisme autour de 1981. 
L'intéressé lui-même, sans démentir, donne une vision différente de ses relations avec les lambertistes : « À partir du moment où, en 1973, j'accepte des responsabilités nationales au Parti socialiste, j'agis en socialiste. Je garde avec des dirigeants trotskistes des liens, qui sont des liens personnels, qui sont des liens d'échange, mais qui relèvent d'une forme de fidélité maintenue à un passé, d'une sorte de quant-à-soi, presque d'un jardin secret, politique celui-là, et non d'une discipline militante. »

### Présidence de François Mitterrand
Après la victoire de François Mitterrand à l’élection présidentielle de 1981, Lionel Jospin exerce la fonction de premier secrétaire du Parti socialiste.
Aux élections législatives de 1981, il est élu député dans la 27e circonscription de Paris (quartiers de la Chapelle - Goutte-d’Or), avec Daniel Vaillant comme suppléant. Alors que Pierre Mauroy discute avec Georges Marchais du nombre et des attributions des futurs ministres communistes, Lionel Jospin est chargé des négociations de l’accord de gouvernement.
Lionel Jospin participe durant la première législature de François Mitterrand aux « petits déjeuners du mardi », une réunion non officielle qui réunit chaque semaine autour du président, le Premier ministre, le premier secrétaire du Parti socialiste, le secrétaire général de l’Élysée et plus tard le conseiller spécial du président, pour aborder les questions politiques en cours.
Lionel Jospin connaît son « baptême du feu » au congrès de Valence, en octobre 1981. Si sur le fond ce congrès adopte une position modérée prônant le changement graduel, dans la forme, les excès verbaux, à l’exemple d’un Paul Quilès déclarant que des « têtes doivent tomber », laisseront le sentiment d’un processus mal maîtrisé par le nouveau secrétaire du Parti socialiste.
À l’occasion du tournant de la rigueur, Lionel Jospin cherche à renouveler la thématique de la « pause » employée par les socialistes à l’occasion du Front populaire, en utilisant, en mars 1983, la notion de « parenthèse ».
Aux élections législatives de 1986 (ces élections sont à la proportionnelle départementale), il est à la tête d'une liste PS-MRG à Paris. Il est élu, avec sept autres députés socialistes, soit autant que le RPR. Sollicité par la fédération PS de Haute-Garonne lors d’une élection législative partielle, il se présente et est élu député dans la Haute-Garonne en septembre 1986 (et se démet de son mandat de député élu à Paris, qui échoit à un autre candidat sur sa liste). Entretemps, il prend Jean-Marie Cambacérès comme directeur de cabinet.

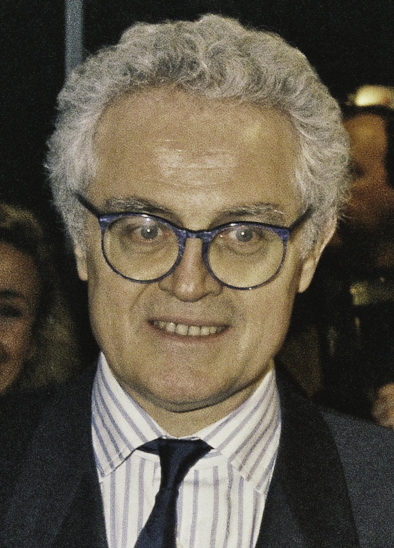
Lionel Jospin en 1991.

Après la réélection de François Mitterrand en 1988, il est élu député dans la 7e circonscription de la Haute-Garonne, siège qu’il abandonne pour entrer au gouvernement. Devenu ministre de l’Éducation nationale, il quitte le poste de premier secrétaire du PS, mais reste membre du bureau national et du conseil national du PS jusqu’en 1997.
Il se présente aux élections régionales françaises de 1992 en vue de briguer la présidence de la région Midi-Pyrénées mais il est battu par la liste menée par Marc Censi, le président sortant.
Comme ministre, il redessine la carte universitaire, notamment par le plan « Universités 2000 » et fait adopter la loi Jospin qui, entre autres mesures, réforme la formation des enseignants. Mais la contestation lycéenne l’affaiblit en 1990.
Son éternelle rivalité avec Laurent Fabius, exacerbée lors du congrès de Rennes en 1990, déchire le Parti socialiste. Lionel Jospin s’éloigne de François Mitterrand et doit quitter le gouvernement démissionnaire d’Édith Cresson en 1992. Battu lors des élections législatives de 1993 marquées par un raz-de-marée RPR–UDF, et n’ayant plus pour seul mandat que celui de conseiller général de Cintegabelle, il quitte ses fonctions au PS et songe à se retirer de la vie politique ; il demande notamment un poste d’ambassadeur, ce à quoi s'opposera Alain Juppé alors ministre des Affaires étrangères.

### Campagne présidentielle de 1995
Après le désistement de Jacques Delors, favori des sondages, il est désigné candidat du Parti socialiste à l'élection présidentielle lors d'une primaire, le 5 février 1995, face au premier secrétaire du parti, Henri Emmanuelli. Après s'être montré critique sur le passé de François Mitterrand (il déclare en septembre 1994 « rêver d'un itinéraire plus simple et plus clair pour celui qui fut le leader de la gauche »), il réclame en avril 1995 un « droit d'inventaire » sur le bilan de Mitterrand. Le soutien timide apporté par le président sortant à Lionel Jospin s'expliquerait par cette déclaration.
Donné perdant dès le début de l'élection, Lionel Jospin crée la surprise en arrivant en tête au premier tour, avec 23,3 %, devant ses rivaux RPR, Jacques Chirac (20,8 %) et Édouard Balladur (18,6 %). Il déclare avoir « fendu l'armure » pendant la campagne. Pour autant, l'usure du Parti socialiste après 14 années de présidence Mitterrand et un report de voix assez défavorable à la gauche en vue du second tour lui laissent peu d'espoir de l'emporter. Le débat de l'entre-deux-tours est considéré comme timide, chacun campant sur ses positions sans faire de déclaration choc, si ce n'est la réplique de Lionel Jospin au sujet du quinquennat, auquel s'opposait son adversaire : « Il vaut mieux cinq ans avec Jospin que sept ans avec Jacques Chirac ».
Lors du second tour, Lionel Jospin obtient 47,36 % des suffrages face à Jacques Chirac.
De juin à octobre 1995, il préside la commission de rénovation du Parti socialiste. Il redevient premier secrétaire du PS le 14 octobre 1995 et dirige de fait l'opposition. Il fait alliance avec le Parti communiste, les Verts, le Parti radical-socialiste et le Mouvement des Citoyens, pour créer la gauche plurielle, coalition politique qui remporte les élections législatives de 1997, à la suite de la décision de Jacques Chirac de dissoudre l'Assemblée nationale.

### Premier ministre

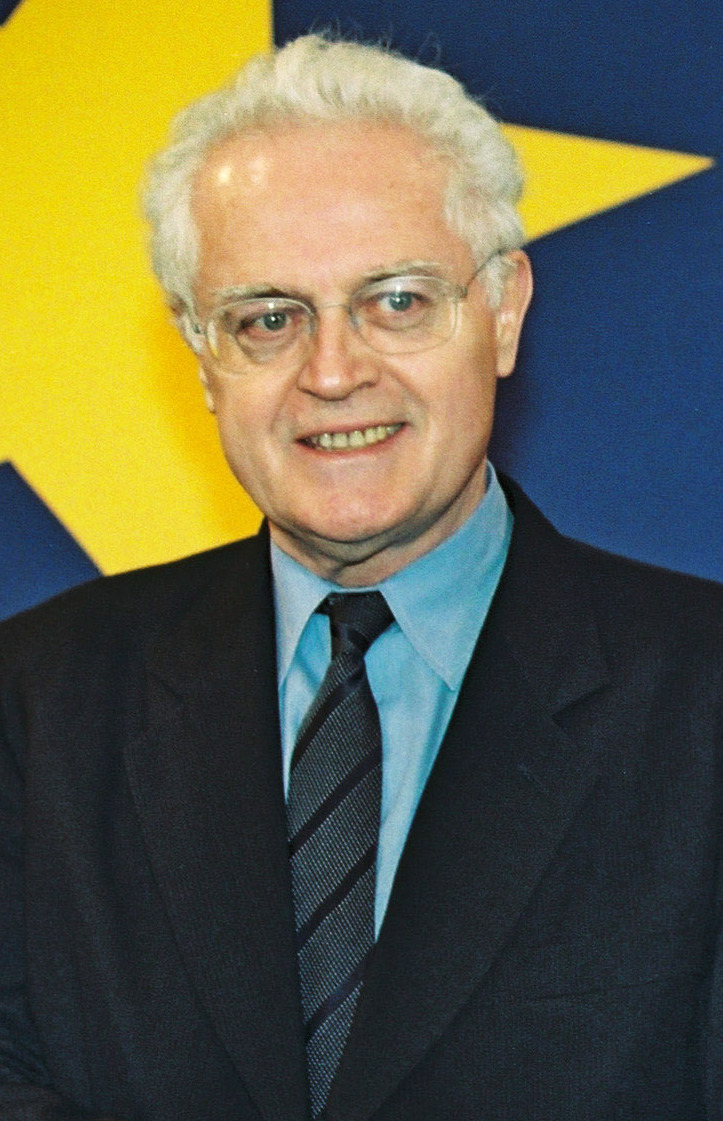
Lionel Jospin en 1998.

Le 2 juin 1997, le président Jacques Chirac le nomme Premier ministre : c'est le début de la troisième cohabitation. Il forme un gouvernement de coalition dit de majorité plurielle, où Lionel Jospin se dit « fier » de compter des ministres communistes, centré sur quelques proches : Dominique Strauss-Kahn, Claude Allègre et Martine Aubry. Cette dernière met en place la principale promesse de campagne : les 35 heures.
Au cours de la législature, il doit se séparer du « noyau dur » de son gouvernement : contesté par les syndicats enseignants, Claude Allègre abandonne l'Éducation nationale, tandis que Dominique Strauss-Kahn, mis en examen, choisit de démissionner. Lors du vaste remaniement ministériel de 2000, il fait alors entrer les « éléphants » du PS, dont Jack Lang, rue de Grenelle, et son rival historique au sein du PS, Laurent Fabius, à Bercy.
Le 17 avril 2000, il reçoit Jean Mattéoli qui lui présente le résultat des travaux de la Mission d'étude sur la spoliation des Juifs de France, et décide de créer la Fondation pour la mémoire de la Shoah.
Sur le plan économique, jusqu'en 2001, Lionel Jospin bénéficie d'une période de forte croissance mondiale, qui se traduit notamment par l'envol des nouvelles technologies. Sa part de responsabilité dans cette situation est source de débat, mais la croissance du PIB français est durant cette période constamment supérieure de 1 % à la moyenne de la croissance dans l'Union européenne. Cette phase de haute conjoncture profite aux recettes de l'État, notamment du fait de la progressivité de certains impôts. Il met en œuvre une politique ciblée sur l'emploi (emplois-jeunes, prime pour l'emploi, baisse de la TVA, soutien à la consommation, allègements de charges, réforme sur l'annualisation du temps de travail en contrepartie des 35 h) ; entre 1997 et 2001, le chômage passe du taux record de 12,2 % à un plancher de 8,6 %, mais il repasse la barre des 9 % en 2002. Les lois Aubry auraient permis de créer environ 350 000 emplois. On observe une baisse sans précédent du chômage malgré l'augmentation de la population active jusqu'en 2005, date du début du départ à la retraite des premiers enfants du baby-boom. Le lien avec la mesure est toutefois contesté, dans la mesure où l'emploi progresse au même moment dans d'autres pays. De 1997 à 2001, le déficit public de la France est réduit en moyenne de 0,2 % par an en pourcentage du PIB. En 2001, la conjoncture mondiale se retourne brutalement à la suite des attentats du World Trade Center, puis de l'explosion de la bulle Internet.

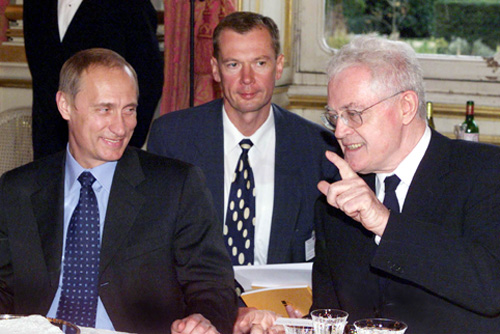
Lionel Jospin aux côtés de Vladimir Poutine (Moscou, 31 octobre 2000).

Sur le plan social, il met en place la couverture maladie universelle et l'allocation personnalisée d'autonomie pour les personnes âgées, et fait adopter la loi Kouchner sur les droits des malades (mars 2002).
Il instaure le PACS (pacte civil, qui permet l'union des couples sans passer par le mariage, qu'ils soient hétérosexuels ou homosexuels), qui voit l'opposition frontale de l'Église et de la droite catholique. Il fait également adopter la loi Besson sur les gens du voyage.
Sur le plan de la sécurité, il met en place la police de proximité, chargée d'« humaniser les jeunes aux yeux de la police et d'humaniser la police aux yeux des jeunes »[citation nécessaire], crée la Commission nationale de déontologie de la sécurité (CNDS), et fait voter la loi Guigou sur la présomption d'innocence. Toutefois, après le 11 septembre 2001, il s'engage pour la loi sur la sécurité quotidienne (LSQ), qui oblige notamment les fournisseurs d'accès à Internet à conserver les données de connexion de leurs clients, réprime l'occupation des cages d'escaliers ainsi que les rave-parties non autorisées.

Au niveau institutionnel, il soutient l'organisation du référendum de 2000 sur la réduction du mandat présidentiel de sept à cinq ans. Le « oui » recueille 73,21 % des suffrages, mais l'abstention s'élève à 69,81 %.

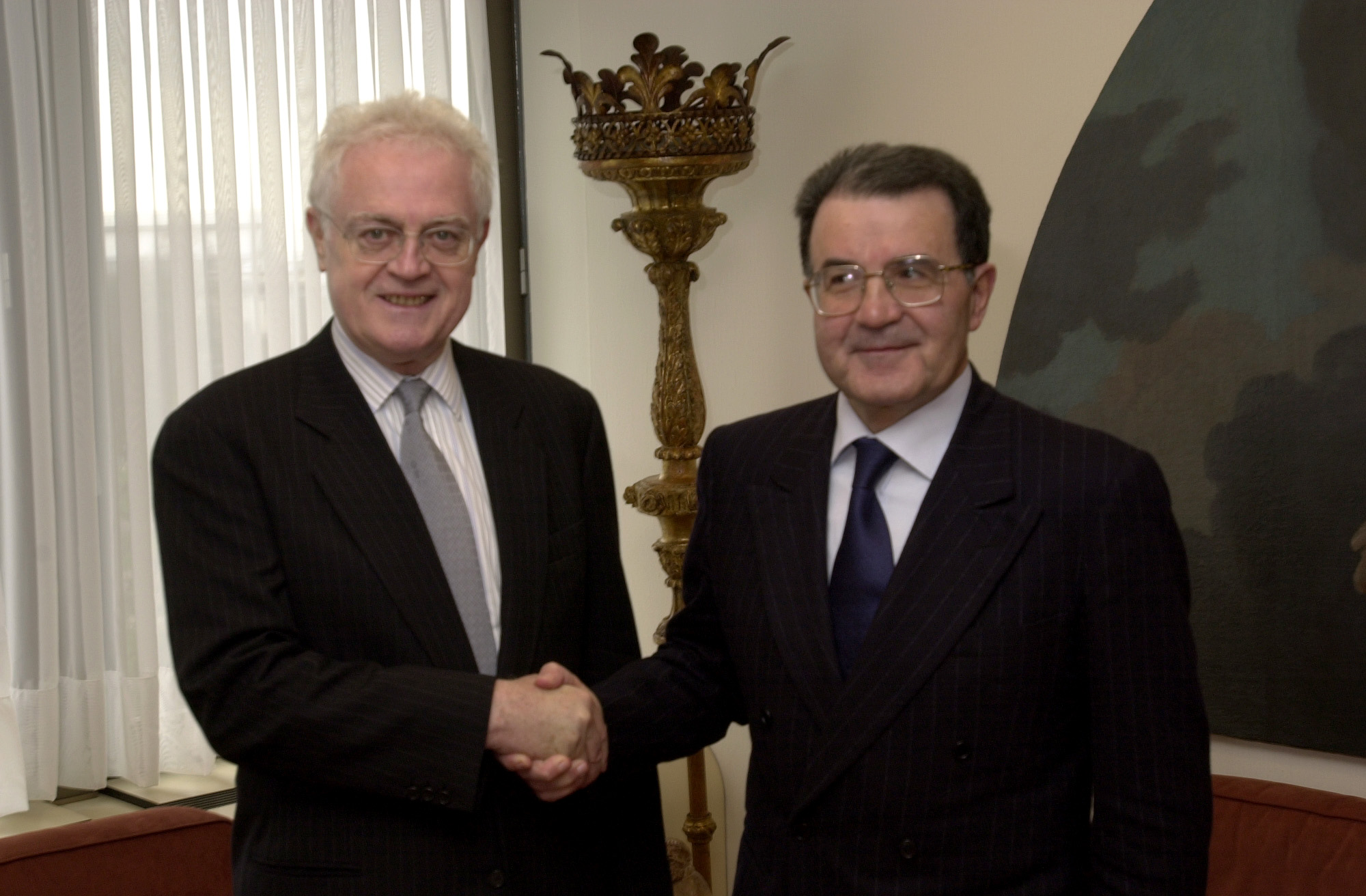
Lionel Jospin avec Romano Prodi (Bruxelles, 21 mars 2001).

Sur le plan sanitaire, il est confronté à la crise de la vache folle, lors de laquelle son gouvernement est accusé de prendre un certain retard dans la prise de décision en comparaison de la législation britannique. Le 7 novembre 2000, Jacques Chirac réclame l'interdiction immédiate des farines animales, position que rejoint le Premier ministre quelques jours plus tard.
De 1997 à 2001, malgré une « déclaration commune » PS-PC du 29 avril 1997 qui promettait « pour France Telecom, Thomson et Air-France, l’arrêt des privatisations », Lionel Jospin entreprend, une fois Premier ministre, une série de privatisations ou d'ouverture aux capitaux privés : France Telecom, Thomson Multimédia, le GAN, le CIC, les AGF, Société marseillaise de crédit, RMC, Air France, Crédit lyonnais, Eramet, Aérospatiale-Matra, EADS Banque Hervet. Il déçoit également de nombreux sympathisants de la gauche à propos de l'usine Renault de Vilvorde en Belgique : bien que s'étant engagé lors de la campagne des législatives de 1997 à remettre en cause la décision de fermeture, il ne peut arrêter le processus.
Dans son discours du 5 novembre 1998 à Craonne où il a inauguré la sculpture de Haïm Kern, à l'occasion du 80e anniversaire de l'armistice de 1918, le Premier ministre Lionel Jospin a souhaité que les soldats « fusillés pour l’exemple », « épuisés par des attaques condamnées à l’avance, glissant dans une boue trempée de sang, plongés dans un désespoir sans fond », qui « refusèrent d’être des sacrifiés », victimes « d’une discipline dont la rigueur n’avait d’égale que la dureté des combats, réintègrent aujourd’hui, pleinement, notre mémoire collective nationale ». Dans le contexte de cohabitation, cette initiative est critiquée par le président de la République Jacques Chirac, qui la juge « inopportune ». En 2000, il s'avoue impuissant à empêcher des licenciements dans l'usine Michelin, déclarant « l'État ne peut pas tout ». Cette phrase est souvent analysée comme lui ayant coûté cher sur le plan politique, notamment au moment de l'élection présidentielle de 2002,,.

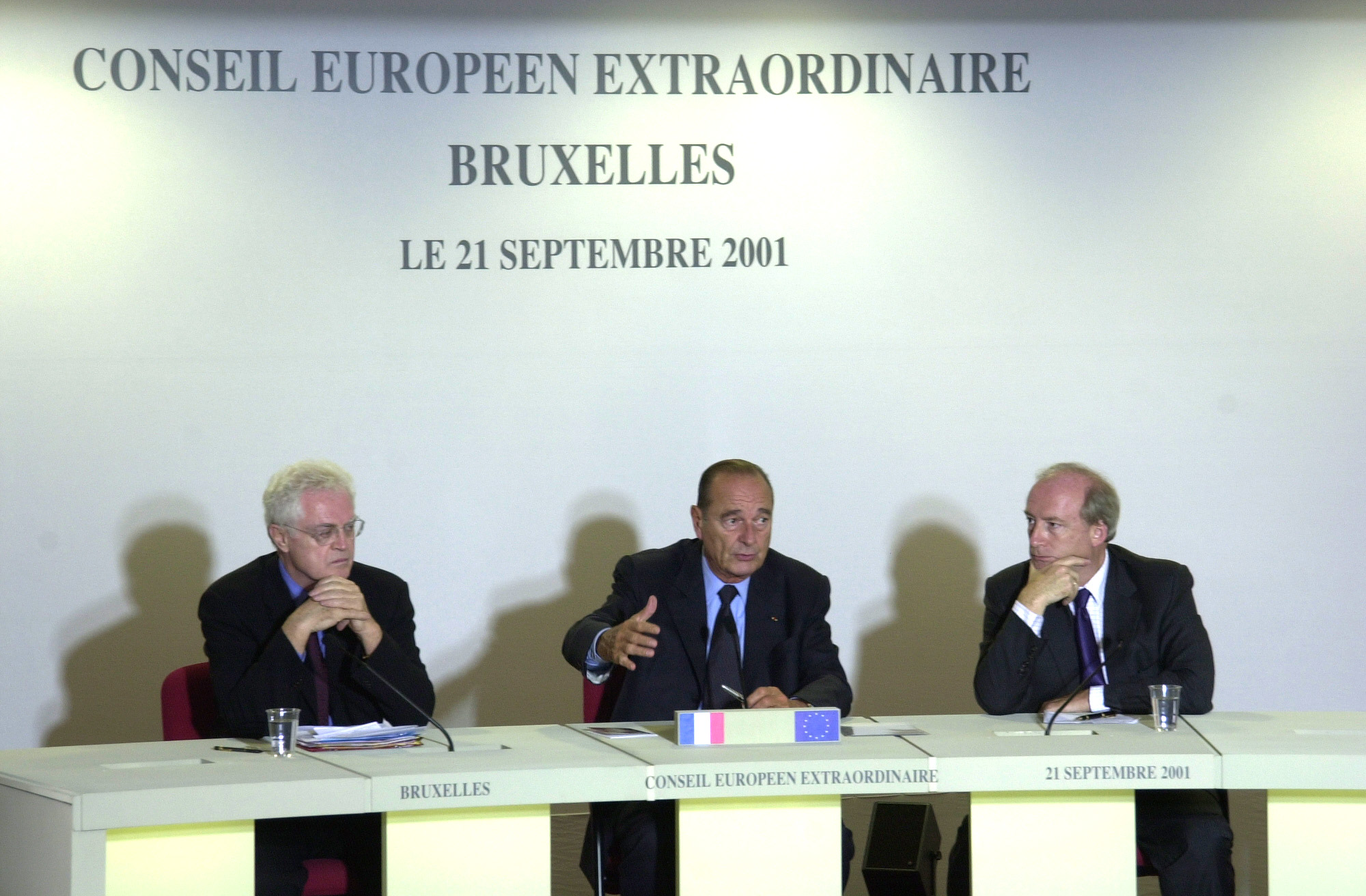
Lionel Jospin avec Jacques Chirac et Hubert Védrine lors d'un Conseil européen extraordinaire (Bruxelles, 21 septembre 2001).

En 2001, son militantisme passé à l'Organisation communiste internationaliste (trotskiste) est révélé dans des articles de presse (Le Monde, L'Express, Le Nouvel Observateur), puis dans deux biographies. Le Premier ministre reconnaît la véracité de ces informations, bien qu'ayant jusque-là toujours démenti la rumeur, affirmant avoir été confondu avec son frère Olivier Jospin, lui-même militant avoué de l'organisation trotskiste.
Lionel Jospin déclare, quelques années après la fin de la cohabitation, que sa relation avec le président Jacques Chirac fut « correcte voire plutôt cordiale », mais qu'il lui a « toujours été difficile de [lui] faire confiance, même sur les questions touchant aux intérêts essentiels de la France ».
Il fait partie des Premiers ministres les plus populaires de la Ve République. La Sofres indique qu'il atteint son record de popularité en août 1998, dans un contexte d'allégresse après la victoire de la France à la coupe du monde de football. Sa cote décroît par la suite pour atteindre 40 % en mai 2002,,,.

### Campagne présidentielle de 2002
Lionel Jospin annonce sa candidature à l'élection présidentielle par fax le 20 février 2002. Il ne rassemble pas sur sa candidature les composantes de sa majorité plurielle, qui présentent chacune un candidat, il n’avait alors rien fait pour empêcher ces candidatures, « par orgueil » selon des journalistes politiques. Son positionnement politique est, en outre, sujet à controverse : il affirme au début de la campagne que son « projet n'est pas socialiste », nuançant par la suite ce propos avec des drapeaux rouges lors des meetings. D'autre part, ses attaques personnelles contre le président Chirac (« un président vieux, usé, fatigué ») ont un effet mitigé. Par ailleurs, il s'aliène une partie de l'électorat enseignant, pourtant traditionnellement acquis à la gauche, en raison des réformes Allègre. Le 1er tour a lieu en période de vacances scolaires, favorisant l’abstention. Enfin, l'opposition de droite lui reproche de ne pas avoir profité des années de croissance économique solide pour mener des réformes importantes, comme celle des retraites.
Le 17 avril, quatre jours avant le premier tour, alors qu'il est donné au coude-à-coude avec Jacques Chirac dans les sondages, il juge peu sérieuse l'hypothèse de son absence au second tour. Il est pourtant éliminé dès le premier, lors d'un scrutin marqué par une abstention de 28,40 % des inscrits, en forte hausse par rapport à 1995, en obtenant 16,18 % des suffrages exprimés, derrière Jean-Marie Le Pen (16,86 %, soit 200 000 voix de plus que Jospin) et Jacques Chirac (19,88 %). Apprenant cet échec, il annonce le soir du premier tour son retrait de la vie politique, en déclarant : « Au-delà de la démagogie de la droite et de la dispersion de la gauche qui ont rendu possible cette situation, j'assume pleinement la responsabilité de cet échec et j’en tire les conclusions en me retirant de la vie politique, après la fin de l'élection présidentielle »,. Les commentateurs politiques critiquent cette retraite anticipée, jugée comme étant le résultat d'un orgueil excessif, alors que de l'avis général il aurait pu éviter au Parti socialiste une déroute lors des élections législatives de juin 2002 s'il avait décidé de rester le dirigeant de la gauche plurielle.
Jospin appelle à faire barrage « sans illusion » le 26 avril. Jacques Chirac est très largement réélu après une campagne d'entre-deux tours marquée par d'importantes mobilisations contre l'extrême droite. Lionel Jospin quitte ses fonctions de Premier ministre le 6 mai 2002 ; Jean-Pierre Raffarin lui succède.
Selon les analystes politiques, plusieurs raisons expliquent l'échec de Lionel Jospin : une campagne considérée comme médiocre, la présence de l'insécurité dans les débats, thème jugé plutôt favorable à l’opposition de droite, la gauche divisée en de très nombreuses candidatures, l'assurance que la qualification au second tour était acquise et l'usure du pouvoir ou « malédiction de Matignon » (les Premiers ministres finissent souvent impopulaires),,. François Hollande dès le 23 avril a le même constat mais vise le président sortant avec « [ses] responsabilités qui sont immenses ». Dans le film autobiographique Lionel raconte Jospin, diffusé en 2010, Lionel Jospin déclare de nouveau assumer la responsabilité de la défaite électorale du PS, indiquant avoir sous-estimé les risques d’une élimination au premier tour, mais accuse également la droite d'avoir usé de thématiques ayant renforcé le Front national et blâme aussi la défaite sur les candidatures dissidentes de gauche, notamment de Jean-Pierre Chevènement et de Christiane Taubira.

### Retrait de la vie politique

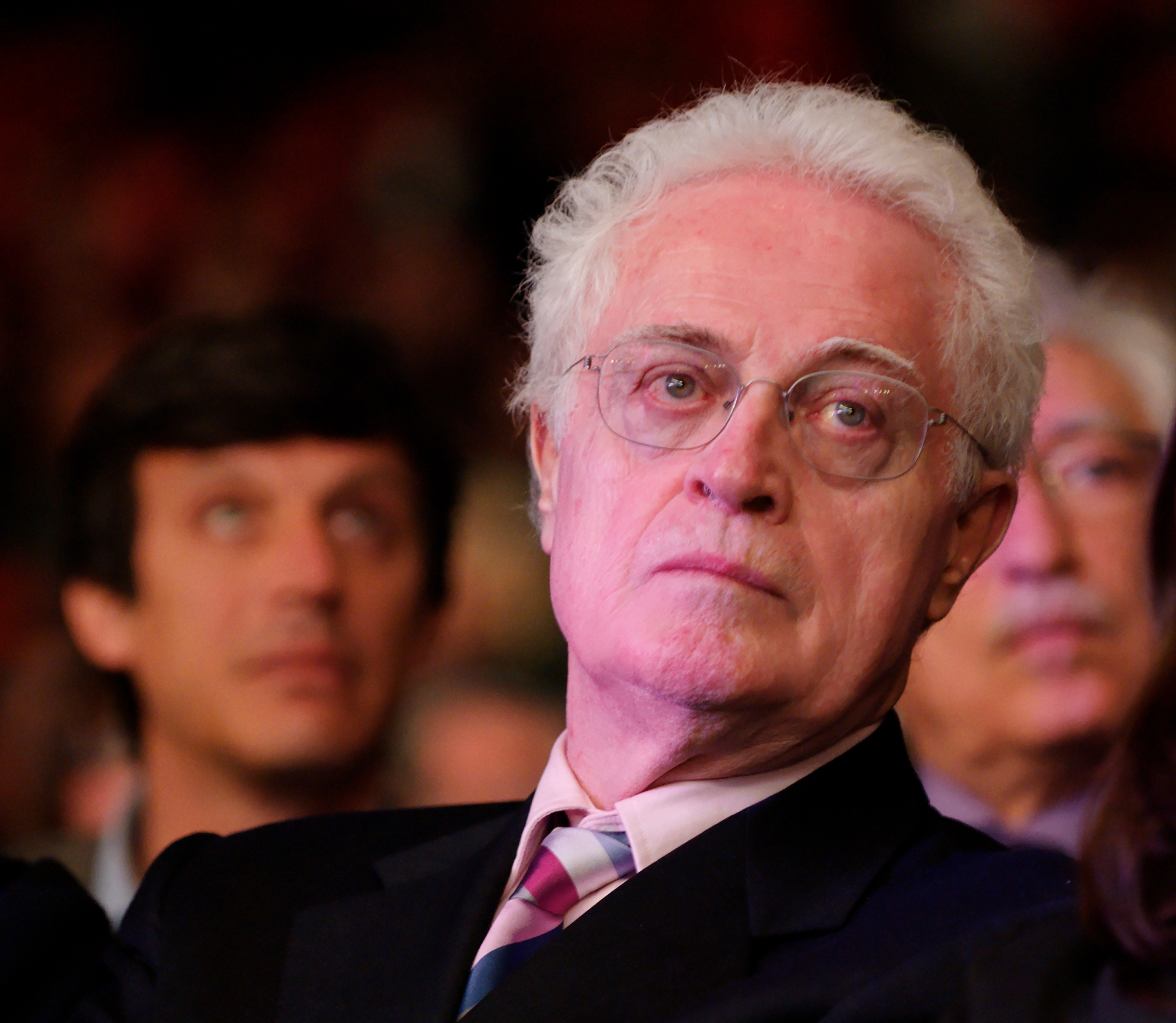
Lionel Jospin en 2008.

Le 27 octobre 2005 sort son livre, Le Monde comme je le vois, qui relance les spéculations autour d'un éventuel retour en politique,.
Il laisse entendre, à plusieurs reprises, qu'il serait prêt à se présenter à l'élection présidentielle de 2007 si les socialistes le lui demandaient. Le 26 août 2006, Lionel Jospin intervient à l'université d'été du PS et déclare, le 4 septembre, être « capable d'assumer la charge de chef de l'État ». Mais les sondages indiquent qu'une majorité de Français et de sympathisants socialistes ne souhaite pas sa candidature et que le niveau d'intentions de vote en sa faveur est beaucoup plus faible que celui de Ségolène Royal en cas de duel face à Nicolas Sarkozy. Le 28 septembre, il annonce, dans une lettre adressée aux militants socialistes, qu'il ne sera pas candidat à la primaire socialiste. Le 16 novembre 2006, au cours du vote de désignation du candidat à la présidentielle, il affirme ne pas avoir voté blanc et révélera plus tard avoir voté pour Dominique Strauss-Kahn.
Le 22 février 2007, Lionel Jospin rejoint l'équipe de campagne de Ségolène Royal, aux côtés notamment des deux anciens rivaux de cette dernière, Dominique Strauss-Kahn et Laurent Fabius. Dans son livre L'Impasse, publié en septembre 2007, Lionel Jospin estime que Ségolène Royal « n'a pas les qualités humaines ni les capacités politiques » nécessaires pour remettre le Parti socialiste en ordre de marche et « espérer gagner la prochaine présidentielle ».
Après avoir signé la motion présentée par Bertrand Delanoë au congrès de Reims, il vote, le 20 novembre 2008, lors de l'élection du premier secrétaire du Parti socialiste, pour Martine Aubry. Il affirme, à propos de Ségolène Royal : « Dans le socialisme, les « néos », ceux qui ont été contre le vieux et pour le neuf, n'ont pas toujours laissé de très bons souvenirs » ; ce commentaire, qui trace un parallèle avec la tendance « néo-socialiste » de Marcel Déat, passé ensuite à la collaboration, entraîne un début de polémique.
Le 14 juillet 2012, le président de la République, François Hollande, annonce la nomination de Lionel Jospin à la tête d'une Commission sur la rénovation et la déontologie de la vie publique, qui formule des propositions visant notamment à réduire le cumul des mandats et les conflits d'intérêts.
Il soutient la candidate socialiste, Anne Hidalgo, au premier tour de l'élection présidentielle de 2022, puis Emmanuel Macron au second. En 2024, il soutient la liste PS-Place publique menée par Raphaël Glucksmann aux élections européennes et la coalition du Nouveau Front populaire aux élections législatives anticipées qui suivent,.

### Membre du Conseil constitutionnel
En décembre 2014, sa nomination comme membre du Conseil constitutionnel est proposée par le président de l'Assemblée nationale, Claude Bartolone, quelques jours après le décès de Jacques Barrot. Le 17 décembre suivant, la commission des Lois de l'Assemblée nationale valide sa nomination par 40 voix pour contre 10,. Il prend ses fonctions le 6 janvier 2015, dans la foulée de sa prestation de serment devant le président de la République, François Hollande, à l'Élysée,.
Alors qu'il est pressenti pour devenir président du Conseil constitutionnel en mars 2016, François Hollande lui préfère Laurent Fabius. Il quitte le Conseil constitutionnel le 11 mars 2019, Alain Juppé lui succédant.
En 2023, il fait partie des anciens Premiers ministres dont le coût liés aux avantages en nature dont il peut bénéficier, est le plus élevé avec 162 012 euros pour cette année.

## Synthèse des résultats électoraux

### Élections présidentielles
| Année | Parti     | Parti | 1er tour  | 1er tour | 1er tour | 2d tour    | 2d tour | 2d tour | Issue |
| Année | Parti     | Parti | Voix      | %        | Rang     | Voix       | %       | Rang    | Issue |
| ----- | --------- | ----- | --------- | -------- | -------- | ---------- | ------- | ------- | ----- |
| 1995  |           | PS    | 7 097 786 | 23,30    | 1er      | 14 180 644 | 47,36   | 2e      | Battu |
| 2002  | 4 610 113 | PS    | 16,18     | 3e       |          |            |         | Éliminé |       |

### Élections législatives
| Année   | Parti                  | Parti | Circonscription | 1er tour | 1er tour | 1er tour              | 2d tour               | 2d tour               | 2d tour | Issue |
| Année   | Parti                  | Parti | Circonscription | Voix     | %        | Rang                  | Voix                  | %                     | Rang    | Issue |
| ------- | ---------------------- | ----- | --------------- | -------- | -------- | --------------------- | --------------------- | --------------------- | ------- | ----- |
| 1978    |                        | PS    | 26e de Paris    | 5 945    | 20,98    | 2e                    | 12 705                | 44,38                 | 2e      | Battu |
| 1981    | 27e de Paris           | PS    | 8 424           | 39,60    | 1er      | 12 284                | 54,64                 | 1er                   | Élu     |       |
| 03/1986 | Paris                  | PS    | 293 861         | 32,00    | 2e       | Scrutin proportionnel | Scrutin proportionnel | Scrutin proportionnel | Élu     |       |
| 09/1986 | Haute-Garonne          | PS    | 141 707         | 37,38    | 2e       | Scrutin proportionnel | Scrutin proportionnel | Scrutin proportionnel | Élu     |       |
| 1988    | 7e de la Haute-Garonne | PS    | 34 774          | 56,76    | 1er      |                       |                       |                       | Élu     |       |
| 1993    | 7e de la Haute-Garonne | PS    | 19 496          | 29,40    | 2e       | 32 387                | 47,83                 | 2e                    | Battu   |       |
| 1997    | 7e de la Haute-Garonne | PS    | 30 868          | 43,71    | 1er      | 45 024                | 63,38                 | 1er                   | Élu     |       |

### Élections européennes
Les résultats ci-dessous concernent uniquement les élections où il est tête de liste.
| Année | Parti | Parti | Circonscription | Voix      | %     | Rang | Sièges  |
| ----- | ----- | ----- | --------------- | --------- | ----- | ---- | ------- |
| 1984  |       | PS    | France          | 4 188 875 | 20,75 | 2e   | 20 / 81 |

### Élections municipales
Les résultats ci-dessous concernent uniquement les élections où il est tête de liste.
| Année | Parti | Parti | Commune   | 1er tour | 1er tour | 1er tour | Sièges obtenus | Sièges obtenus | Sièges obtenus |
| Année | Parti | Parti | Commune   | Voix     | %        | Rang     | CA             | CP             |                |
| ----- | ----- | ----- | --------- | -------- | -------- | -------- | -------------- | -------------- | -------------- |
| 1983  |       | PS    | Paris 18e | 25 234   | 35,19    | 2e       | NC             | 3 / 14         |                |

## Détail des mandats et fonctions

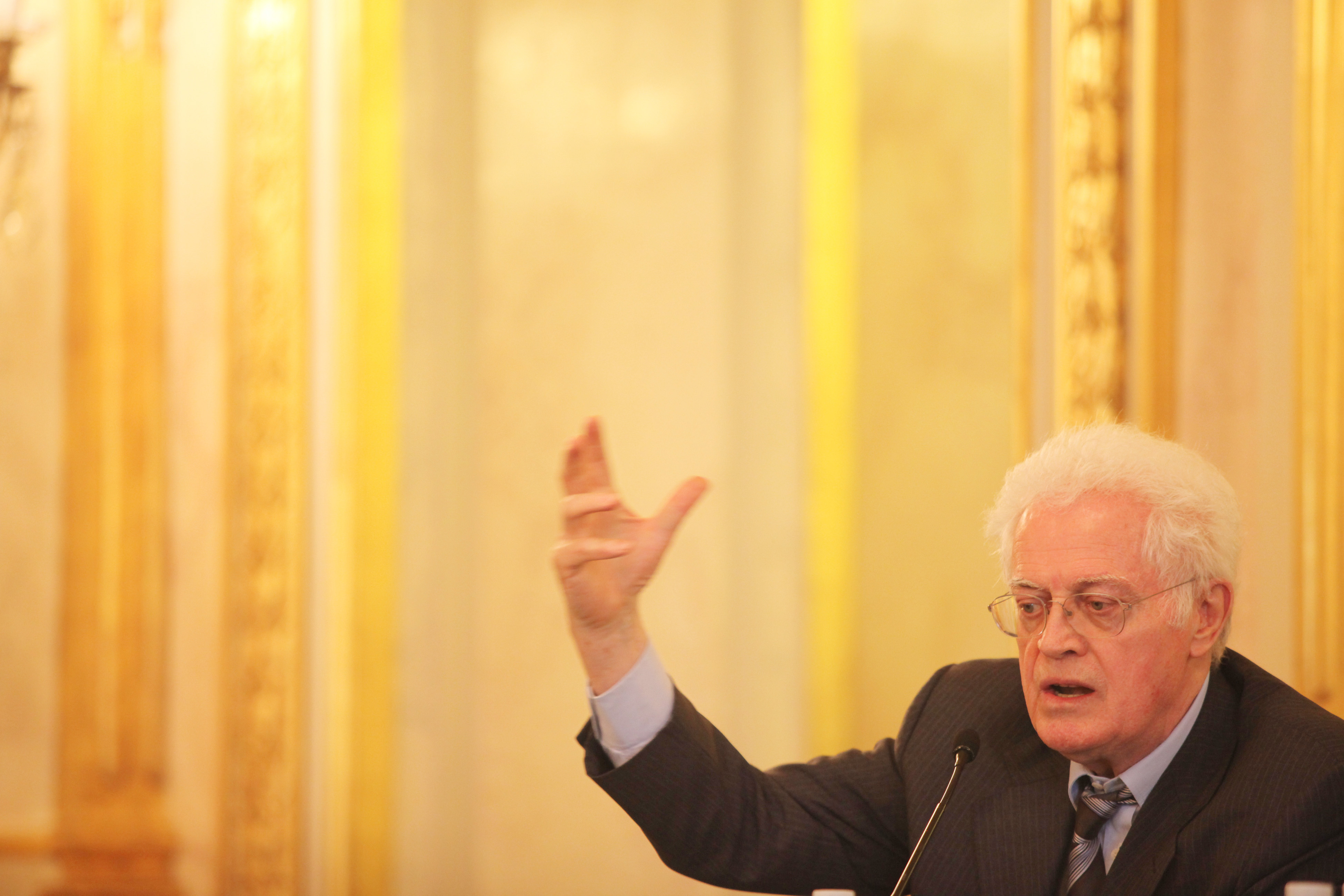
Lionel Jospin en 2009.

### Au gouvernement
- 10 mai 1988 – 15 mai 1991 : ministre d'État, ministre de l'Éducation nationale, de la Jeunesse et des Sports des gouvernements Michel Rocard ;
- 16 mai 1991 – 2 avril 1992 : ministre d'État, ministre de l'Éducation nationale du gouvernement Édith Cresson ;
- 2 juin 1997 – 6 mai 2002 : Premier ministre[87].

### À l’Assemblée nationale
- 2 juillet 1981 – 1er avril 1986 : député, élu dans la 27e circonscription de Paris ;
- 2 avril 1986 – 1er octobre 1986 : député, élu à Paris (démissionne de ce mandat, après son élection dans la Haute-Garonne) ;
- 1er octobre 1986 – 14 mai 1988 : député, élu en Haute-Garonne (élu lors d’une élection partielle, à la suite d'une annulation par le Conseil constitutionnel) ;
- 23 juin 1988 – 28 juillet 1988 : député, élu dans la 7e circonscription de la Haute-Garonne (remplacé à la suite de sa nomination au gouvernement) ;
- 1er juin 1997 – 2 juillet 1997 : député, élu dans la 7e circonscription de la Haute-Garonne (remplacé à la suite de sa nomination au poste de Premier ministre ; ne se représente pas en 2002).

### Au Parlement européen
- 24 juillet 1984 – 12 mai 1988 : député européen.

### Au Conseil constitutionnel
- 6 janvier 2015 – 11 mars 2019 : membre du Conseil constitutionnel.

### Au niveau local
- 1977-1986 : conseiller de Paris (démissionne à la suite de son élection à l'Assemblée nationale) ;
- 1988-2002 : conseiller général de la Haute-Garonne pour le canton de Cintegabelle, lors d'une élection partielle ;
- 1992-1997 : conseiller régional de Midi-Pyrénées.

### Au sein de partis politiques
- 1971 : après avoir rompu avec la carrière diplomatique en 1969, adhère au Parti socialiste ;
- 1973-1993 : membre du comité directeur et du bureau exécutif du Parti socialiste ;
- 1973-1975 : secrétaire national du Parti socialiste, chargé de la Formation ;
- 1975-1979 : secrétaire national du Parti socialiste, chargé des relations avec les pays du tiers monde ;
- 1979-1981 : secrétaire national du Parti socialiste, chargé des relations internationales ;
- 1981 : directeur de campagne de François Mitterrand pour l'élection présidentielle ;
- 1981-1988 : premier secrétaire du Parti socialiste (quitte la direction en 1988) ;
- Secrétaire national aux relations internationales, chargé de la coordination au Parti socialiste; de mission auprès du premier secrétaire du PS, chargé des assises de la transformation sociale ; membre du bureau exécutif et du conseil national ;
- 1987 : président de la commission de préparation de la campagne électorale du candidat socialiste à l'élection présidentielle ;
- 1993 : démission du comité directeur et du bureau exécutif du Parti socialiste ; membre du conseil national du PS ;
- 1995 : président de la commission de rénovation du Parti socialiste, de juin à octobre ;
- 1995-1997 : premier secrétaire du Parti socialiste ; membre du bureau national et membre du conseil national du PS.

## Distinctions

### Décorations françaises
- Grand-croix de la Légion d'honneur (2015)[88] ; grand officier, en qualité d'ancien Premier ministre (2008)[89].
- Grand-croix de l'ordre national du Mérite, en qualité de Premier ministre (1997)[90]. Il reçoit ses insignes le 10 décembre[91].
- Commandeur de l'ordre des Palmes académiques (1988)[92].

### Décorations étrangères
- Grand-croix de l'ordre du Mérite (Hongrie).
- Chevalier grand-croix de l'ordre du Mérite de la République italienne (Italie, 1990)[93].
- Grand cordon de l'ordre du Ouissam alaouite (Maroc, 1997)[94].
- Grand-croix de l'ordre royal norvégien du Mérite (Norvège, 2001)[95].
- Gand cordon de l'ordre de l'étoile de Bethléem (Palestine, 2000).
- Grand-croix de l'ordre du Mérite (Pologne, 2000)[96].
- Grand-croix de l’ordre de la Liberté (Portugal, 2005)[97].
- Officier de l'ordre national du Québec (Québec, 1998)[98].
- Grand-croix de l'ordre de l'Étoile de Roumanie (Roumanie, 1999)[99].

### Honneurs
Il a obtenu plusieurs doctorats honoris causa :
- UCLouvain (Belgique, 2 février 2000)[100]
- Université du Chili (Chili, 7 avril 2004)[101]

## Cinéma
Lionel Jospin a fait une apparition de quelques minutes à l'écran dans son propre rôle dans le film Le Nom des gens de Michel Leclerc sorti le 24 novembre 2010 ; une de ses répliques, non dépourvue d'autodérision puisqu'il l'a lui-même écrite, est : « Un jospiniste aujourd'hui, c'est aussi rare qu'un canard mandarin dans l'île de Ré ». En 2011, il apparaît aussi dans le film de Julie Delpy, Le Skylab, lors d'un reportage télévisé présenté par Patrick Poivre d'Arvor et ayant pour sujet l'écrasement prochain du Skylab.

## Publications
Lionel Jospin est l'auteur de plusieurs ouvrages à caractère politique, certains étant conçus pour préparer une campagne électorale, c'est le cas en 2002 du Temps de répondre, sous forme d'entretien avec Alain Duhamel ou en 2005 Le Monde comme je le vois, sous forme de manifeste, dans le cadre de son éventuel retour à la vie politique, bien qu'il en nie l'intention,.
D'autres écrits sont conçus pour l'analyse politique, c'est le cas de L'Impasse où il décrypte la campagne et l'échec de Ségolène Royal lors de l'élection présidentielle française de 2007. En 2014, il compose un essai de critique historique sur Napoléon Ier, qu'il désacralise en le présentant comme un despote ayant gouverné de façon désastreuse — empêchant la France de devenir l'une des grandes puissances mondiales — et aussi comme une source d'inspiration pour Pétain et les populistes modernes,,. En 2020, avec Un temps troublé, rédigé après son départ du Conseil constitutionnel — où il était soumis à un devoir de réserve —, il traite de la politique contemporaine,.
En 2010, un entretien autobiographique avec Pierre Favier et Patrick Rotman est organisé, l'interview est diffusée en parallèle dans un documentaire homonyme sur France 2.
- L'Invention du possible, Paris, Flammarion, 1991  (ISBN 978-2-08-066469-3).
- Le Temps de répondre (entretiens avec Alain Duhamel), Paris, Stock, 2002  (ISBN 978-2-234-05492-9).
- Le Monde comme je le vois, Paris, Gallimard, 2005  (ISBN 978-2-07-077443-2).
- L'Impasse, Paris, Flammarion, 2007  (ISBN 978-2-08-121001-1).
- Lionel raconte Jospin (entretiens avec Pierre Favier et Patrick Rotman), Paris, Seuil, 2010,  (ISBN 978-2-02-101100-5), extraits en ligne.
- Le Mal napoléonien, Paris, Seuil, 2014.
- Un temps troublé, Paris, Seuil, 2020.